# Lista de ilhas do Pará
Esta lista de ilhas do Pará relaciona as ilhas existentes no litoral do estado brasileiro do Pará. A capital do estado, Belém desenhada por rios, igarapés, canais, possui uma área Insular com 329,9361 km² composta de quarenta e duas ilhas (que formam 65% de todo o território); com destaque para as ilhas de Mosqueiro, Caratateua, Cotijuba e Combu.
No estado ainda vemos a Ilha de Marajó, com uma área de aproximadamente 40.100 km², é a maior ilha do Brasil e também a maior fluviomarítima do planeta (banhada concomitantemente tanto por águas fluviais quanto por oceânicas).

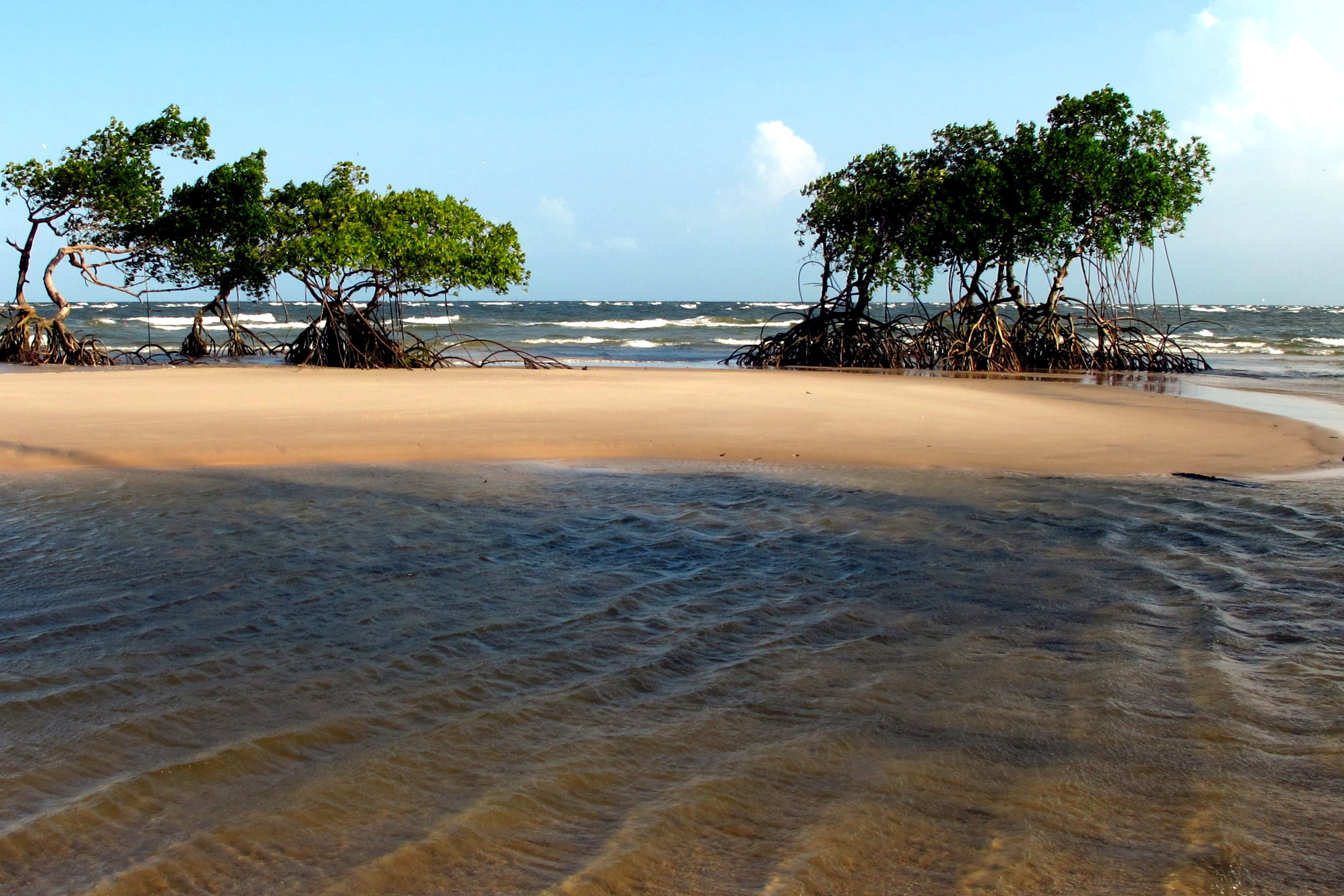
Ilha de Marajó
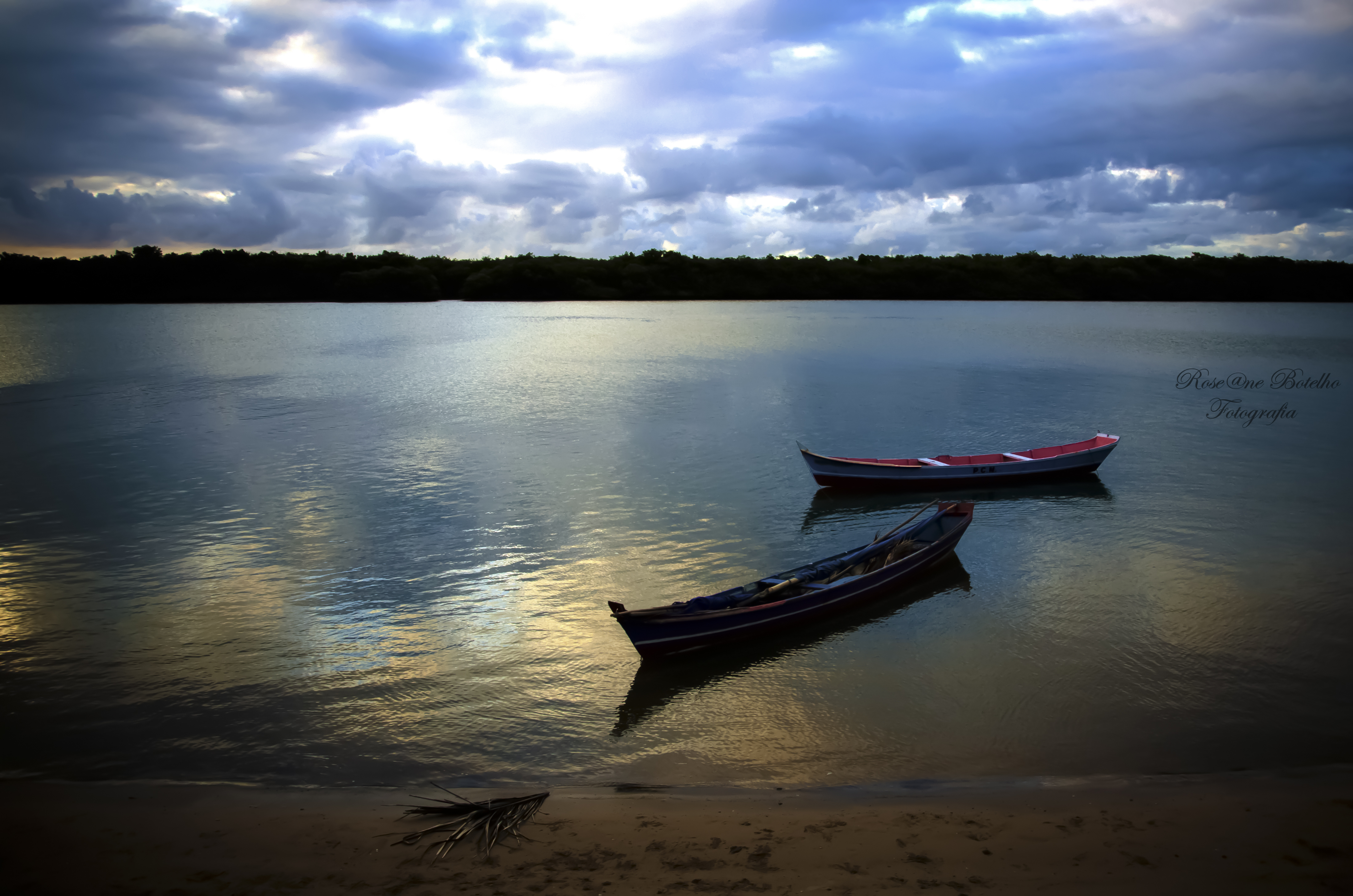
Ilha do Mosqueiro
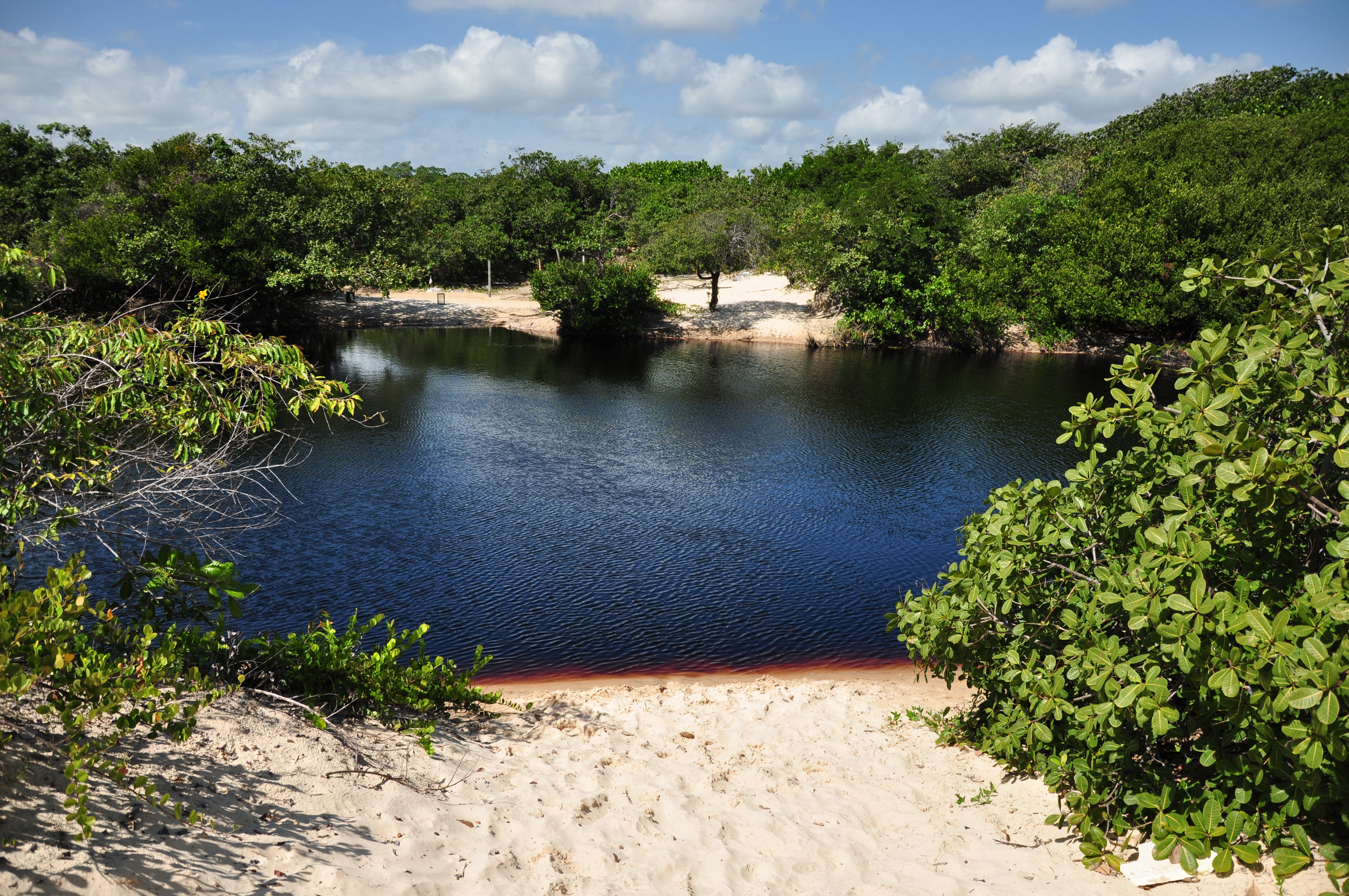
Ilha de Maiandeua

## Em Belém
| - Ilhinha - Ilha da Barra - Ilha de Caratateua (área 31,4491 km²) - Ilha do Caruari - Ilha de Cintra - Ilha da Conceição- (área 0,3327 km²) - Ilha de Coroinha - Ilha do Combu (área 9,2365 km²) - Ilha de Cotijuba (área 15,8071 km²) - Ilha do Cruzador I - Ilha do Cruzador II - Ilha do Cruzador III (área 411,22 m²; menor ilha) - Ilha de Cunuari (área 2,4747 km²) - Ilha do Fortinho - Ilha de Itanduba - Ilha de Itatuoca - Ilha Jararaca - Ilha Jararaquinha - Ilha de Jutuba - Ilha de Jussara - Ilha Longa - Ilha de Marineira - Ilha do Maracujá - Ilha do Maruim I - Ilha do Maruim II - lha do Meio - Ilha Mirim - Ilha de Mosqueiro (área 211,7923 km²; maior ilha) - Ilha do Murutucu - Ilha Negra I - Ilha Negra II - Ilha Nova - Ilha do Papagaio (área 0,8252 km²) - Ilha dos Patos - Ilha Paquetá-Açu - Ilha Paulo da Cunha - Ilha Porticarvônia - Ilha de Pombas - Ilha de Tatuoca - Ilha Redonda - Ilha São Pedro (área 4,1103 km²) - Ilha Santa Cruz - Ilha de Urubuoca - Ilha SD1 - Ilha SD2 - Ilha SD3 - Ilha SD4 - Ilha SD5 - Ilha SD6 - Ilha SD7 - Ilha SD8 |

Dede 1957, a Ilha de Tatuoca abriga o Observatório Magnético de Tatuoca, onde estão instalados instrumentos de medição geomagnética. É co-administrado pelo Observatório Nacional (ON) e pelo Instituto de Geociências da Universidade Federal do Pará (UFPA), com colaboração do GFZ Centro Alemão de Pesquisas em Geociências [en]. Faz parte da Rede Internacional de Observatórios Magnéticos em Tempo Real [en].

## Outras jurisdições administrativas
| - Ilha Acará - Ilha Acaraí - Ilha Acarapereira - Ilha Amazonas - Ilha Anajás - Ilha Antonio Pedro - Ilha do Amor (Santarém) - Ilha Apehú - Ilha Apuhy - Ilha Aranaí - Ilha Arapiranga - Ilha Arapium - Ilha Araraí - Ilha Atariá - Ilha Aturiá - Ilha Baixo Grande - Ilha Barreira Branca - Ilha Belo Sonho - Ilha Boa Esperança - Ilha Boa Vista - Ilha Boiaçu - Ilha Boiuçucanga - Ilha Bom Jardim - Ilha Bom Princípio - Ilha Bonfim - Ilha Bonita - Ilha Bragança - Ilha Cajari - Ilha Cajaúba - Ilha Caldeirão - Ilha Camaleão - Ilha Capina - Ilha Cará - Ilha Carumu - Ilha Caviana - Ilha Chiqueiro - Ilha Cotejuba - Ilha Cujuba - Ilha da Roberta - Ilha da Viçosa - Ilha das Flechas - Ilha das Gaivotas - Ilha das Onças - Ilha das Pacas - Ilha de Aruãs - Ilha de Itaranajá - Ilha de Maiandeua - Ilha de Marajó - Ilha de Palheta - Ilha de Taperebateua - Ilha de Vigia - Ilha do Bacuri - Ilha do Arapari - Ilha do Arapiranga - Ilha do Atalaia - Ilha do Babaquara - Ilha do Bagre - Ilha do Cigano - Ilha do Grande Vieira - Ilha do Jurupaí - Ilha do Melgaço - Ilha do Meio (Santarém) - Ilha do Panema - Ilha do Pará - Ilha dos Cavalos - Ilha dos Colares - Ilha dos Macacos - Ilha dos Porcos - Ilha dos Sacos - Ilha Diá - Ilha Ganhoão - Ilha Grande de Gurupá - Ilha Grande de Jutaí - Ilha Grande do Pacajaí - Ilha Guaribas - Ilha Gurupaí - Ilha Ituquara - Ilha Jacunaí - Ilha Japichaua - Ilha Joroca - Ilha Jurupari - Ilha Machadinho - Ilha Mandi - Ilha Mexiana - Ilha Mujirum - Ilha Murituba - Ilha Mutunquara - Ilha Mututi - Ilha Nazaré - Ilha Paranaquara - Ilha Paulista - Ilha Pirauará - Ilha Porquinhos - Ilha Pracubinha - Ilha Queimada - Ilha Rasa - Ilha Redenção - Ilha Santa Maria - Ilha Santarém - Ilha Santo Antônio - Ilha São Salvador - Ilha Sirituba - Ilha Sutambique - Ilha Tapera - Ilha Taperebateua - Ilha Trambioca - Ilha Urucuricaia - Ilha Urutaí |